# 川上山若宮八幡宮
川上山若宮八幡宮（かわかみさんわかみやはちまんぐう）は、三重県津市美杉町にある若宮八幡宮。愛称は川上様・若宮様・川上八幡様・若宮八幡様など。日本最古の若宮八幡宮である。

## 社伝
社伝によると磐之媛皇后の御領地岩野郷で、仁徳天皇はこの郷の開拓を行った為に履中天皇の御代（西暦5世紀初）に郷民が、仁徳天皇及び磐之媛皇后の御遺徳を偲んで、伊勢平野を見下ろす修験業山の麓この川上の清地を選んで御社を設け、その御魂を祀ったのが日本最古の当若宮八幡宮であると伝えられている。
伊勢国司の北畠家から非常に崇敬された社であり、この社を崇敬する余り隣村の多気に城を造り、神領を献じた上で鳥屋尾家老を常置の奉行とし、由緒ある雀部（笹部）勘太夫岡野本家を永代の神主として新ためて太夫号を授けたとされている。当初太夫は十二、藤堂藩の時は八存在した。陰陽管理といわれ勘太夫神主は伊之助、勘太夫などの大相撲式守の任免権を持っていた。
また北畠氏は当社の尊厳を保つ為には岡野神主家の住宅以降は閂関を設けて一般の参拝を禁じたとされている。春秋の大祭に伊勢国司自らが参詣して新政は先ず神意に計って実施するのを常とした。江戸時代以前、神仏習合時代には多くの付属寺院を有した。
平宗清の末裔、日置、福地、北村の伊賀柘植三方は氏神として信仰した。
伊賀（名張市）一ノ井出身道観長者、小太郎（八幡）長者親子月参、祈願、仇討ち結願のお宮でもある。
藤堂藩主も祈願所とし春秋大祭には必ず参拝奉幣した。
役行者や大谷刑部（大谷吉継）、剣豪の鹿島新當流の塚原卜伝が鎖鎌之秘宝（鎖鎌術）を生み出すとともに境内において北畠具教に一の太刀を伝授、陰流愛洲移香斎（愛洲久忠）、柳生重永、新陰流柳生石舟斎（柳生宗厳）などが滝行に訪れた霊場である。
奈良時代以降、中世期には伊勢国に於ける修験道の中心的聖地として隆盛した歴史もある。
又神社発祥の根源は更に古く修験業山はじめ、平倉峰、局山（西の嶽山）、高見山（東の嶽山）、三峰（三畝）山、（岳の洞）学能堂山、唐谷（洞谷）山　、黒岩山、護摩山、小須磨山、黄連山、仏来山、白山（しらやま）の川上十三峰を神体山として多くの磐座が点在し広く伊勢、伊賀、大和、紀伊の地域祖霊信仰に発生していることによる。
境内にある天狗岩は花山天皇、後醍醐天皇、我は日ノ本の大天狗ならんと大天狗法を修されたといわれる。

### 社伝異説1
円乗坊珍徳上人（当宮社僧にして併せて北家城八幡神社社僧）霊夢により焼出の危機を聞き加賀白山より一志郡に七座と当宮神体山の一白山含め八座を勧請。
天文22年(1553)正月２４日の夜、「明年２月加賀白山は火災で焼失してしまうから、それまでに天照大神のいます地に移りたい｡」 という夢のお告げを感じ、北斗七星が南方の空に点々と輝くのを見た。円乗坊は夢告にこたえてすぐにも加賀へ行きたいと思ったが、 北陸は雪のさなかであるので雪が少なくなるのを待って、３月上旬、白山に詣でて七日七夜の祈願をこめた。七日目の夜、神様のお告げがあり、 翌朝みると笈の中に御幣が７本立っていた。これこそ霊夢の験であると感じて、神前にぬかずいて後、笈を背負って帰国の途についた。 故郷へ立ち寄って年老いた母にあうために家城の近く雲出川の瀬戸ケ淵の岸で路傍の石に笈をおろし暫し疲れをいやしていた時、 にわかに笈が前後にゆれ動いて中から七羽の白鷺が飛び立った。白鷺は神の使者である。 それが七羽というのは、さきに霊夢で見た南方に輝く北斗七星と同じ意味であると感じて、その七羽の白鷺がおり立ったところへ白山神社を建てようと念願した。 白鷺がおりた所は小倭の風神の森、井生川口の境、ハ対野、山田野、家城、竹原、飯福田の七ケ所で、この地に同時に社殿の建立にとりかかった。 そして､加賀白山の御分霊を奉斎したと伝えられている。白鷺三様伝説。

### 社伝異説2
同神社には仁徳天皇に背き、都から出奔して伊勢の地を目指し白山町川口瀬戸が淵、白山町八対野、大和曾爾村、美杉町竹原中野等で斬首された隼別皇子と雌鳥皇女の首が流れ着き、臣下により運ばれそれをお祀りしたとの伝承や伊賀川上（青山町）や白山町真見の藤原千方伝説の中でも斬首された首が川を上ってこの川上の地に漂着した、四鬼により運ばれたとの伝承（伊賀市上野東町菅原神社天神祭）もあり、若宮八幡信仰の御霊信仰的で複雑な一面も存在する。
道中伊勢音頭には願掛けするなら川上様（若宮様）心こもれる願いなら少々無理でも聞かしゃんすと歌われ、お陰参りでは伊勢の国はもとより志摩、尾張、三河、美濃，飛騨、遠江、伊豆、大和、近江、大和、越後、越中、越前、紀州、洛中と伊勢の剣先とともに当宮の剣先が降ったと謂われている。

## 伊勢茶発祥地　伊勢茶発祥地　冨士講　治水
川上は明恵（高弁）上人が伊勢茶を植えた初茶窪が参道にあり伊勢茶発祥地といわれる。神主家茶園はこの時から存在する。
富士講第六世食行身禄の産湯も氏子区域清水井にあり、更に前行正古入定跡もある。一志郡に過ぎたるものは3つあり　　身禄　松浦武四郎　若宮八幡宮と江戸時代より謂われている。
西島八兵衛　雲出用水（高茶屋地区に当宮不断社分霊水分神社あり）　満濃池(弘法太子空海創始　細川家修復時）
　山中為綱　高野用水（一志町高野分霊あり）　松井孫右衛門　伊勢宮川用水（伊勢市宮川町分霊あり）　天台真盛宗真盛上人　大井井生などの治水事業の節にも大きな信仰を寄せた（仁徳帝の故事に肖り）尾張、美濃、伊賀，三河に分祀が多いのも治水の神としての信仰ゆえにである。

## お返し石
社務所に申し出られれば心願成就、長寿、開運、井戸平安、敵倍必勝のため祈願の上、各宅の神棚、井戸などにまつるために「御石」を授与し、祈願成就の暁には個数を倍にして返す「お返し石」の儀礼が古くから執り行われている。

## 血縁者
第34代神主：故岡野弘賢　けい妻長男　第35代神主：故岡野倭文彦　兄　岡野弘彦　当宮出生

## 祭神
【主神】　仁徳天皇(大鷦鷯尊)　磐之媛皇后(葛城磐之媛) 
【配祀】 隼別皇子、雌鳥皇女、髪長比売、葛城襲津彦命、武内宿禰命、許勢小柄宿禰命 
【合祀】　第二殿　素盞嗚尊、配祀 大日孁貴神　第三殿　神功皇后、八幡神(応神天皇、誉田別尊)　　  
【別宮扱の摂社】
・高宮　伊勢大国魂大神（伊勢津彦神）
末社 
。北藤社　北畠顕能公　藤堂高次公　稲荷 
。導稲荷　南朝忠臣　度会神主尾崎氏累代御霊　現宮司実母久保家の母生家尾崎家　最後京都八坂神社宮司絶家により 
・酒屋垣内山ノ神　味坂比賣命　元非浦坂元にあり　佐野家山ノ神　元中野にあり　鉄羅界山ノ神　元相地にあり　金山比古命 
・不断社　天水分大神　伊弉諾尊　禊滝（雲出川本流水源）月読社　ツキヨミの命 
・不動社　大山祇大神　瀬織津比売神　速開都比売神　気吹戸主神　速佐須良比売神　伊弉冉尊　祓滝（魚留滝、夫婦滝）　　　　　　　　不動尊　勝浦某奉納 
・小宮社　呉服比賣命　他　冨士身禄社　このはなさくやひめのみこと　元相地にあり 
・立石社　闇龗神　高龗神
・眼力社　天目一箇命
・赤子石社　泣沢女神　磐長姫尊

## 主な宝物
日本孝子伝（廿四孝）にいう氏子山本杢兵衛の灯明石は中村栗原にあり，関係する灯篭はかつては太田屋前にあったが、現在は二ノ鳥居駐車場前にあり、藤堂藩主より頂しひょうたん田は坂本にある。
小宮社狛犬　旧北藤社（祭神北畠顕能　藤堂高次）狛犬